# Antonela Roccuzzo
Antonela Roccuzzo Blanco (ur. 26 lutego 1988 w Rosario) – argentyńska osobowość medialna i influencerka, żona piłkarza Lionela Messiego.

## Kariera
Antonela Roccuzzo początkowo studiowała stomatologię na Narodowym Uniwersytecie Rosario, jednak  zmieniła po jakimś czasie kierunek na komunikację społeczną. Ostatecznie zrezygnowała ze studiów. W swojej karierze zawodowej działała jako modelka i influencerka. Współpracowała z markami takimi jak Adidas, Alo Yoga czy Ricky Sarkany, a także z brytyjską projektantką mody Stellą McCartney. 
Roccuzzo aktywnie angażuje się w działalność charytatywną i społeczną. Jest ambasadorką kilku organizacji filantropijnych, w tym Międzynarodowego Funduszu Narodów Zjednoczonych na rzecz Dzieci (UNICEF) oraz Olimpiad Specjalnych. W kwietniu 2023 wsparła kampanię UNICEF #GuardavidasDeLaInfancia, mającą na celu przeciwdziałanie ubóstwu i naruszeniom praw dziecka w Argentynie.

## Życie prywatne
Antonela Roccuzzo urodziła się i wychowała w Rosario w Argentynie. Posiada włoskie korzenie. Poznała Lionela Messiego podczas swojego dzieciństwa, za pośrednictwem swojego kuzyna Lucasa Scaglii, który był kolegą Messiego z drużyny piłkarskiej.
Roccuzzo i Messi potwierdzili swój związek publicznie w 2009. Para pobrała się 30 czerwca 2017 w Rosario. Posiada trzech synów: Thiago (ur. 2012), Mateo (ur. 2015) i Ciro (ur. 2018).